# Tharot
Tharot is een gemeente in het Franse departement Yonne (regio Bourgogne-Franche-Comté) en telt 94 inwoners (2009). De plaats maakt deel uit van het arrondissement Avallon.

## Geografie
De oppervlakte van Tharot bedraagt 2,3 km², de bevolkingsdichtheid is dus 40,9 inwoners per km².
De onderstaande kaart toont de ligging van Tharot met de belangrijkste infrastructuur en aangrenzende gemeenten.

## Demografie
Onderstaande figuur toont het verloop van het inwonertal (bron: INSEE-tellingen).